# Agrostis nagensis
Agrostis nagensis é uma espécie de gramínea do gênero Agrostis, pertencente à família Poaceae.